# 望月朴清
望月 朴清（もちづき ぼくせい）は、歌舞伎の長唄囃子方の名跡。本来は3代目望月太左衛門の俳名。
- 初代 望月朴清 - 3代目望月太左衛門。
- 2代目 望月朴清 - 4代目望月太左衛門。
- 3代目 望月朴清 - 7代目望月太左衛門。
- 4代目 望月朴清 - 本項にて詳細。
- 5代目 望月朴清 - 元7代目望月長左久。2008年に襲名発表。双子の兄弟で兄が12代目望月太左衛門。

望月 朴清（もちづき ぼくせい、昭和9年（1934年）1月8日 - 平成19年（2007年）9月20日））は、歌舞伎の長唄囃子方。本名は安倍啓仁。元長唄協会理事。

## 経歴
- 昭和14年（1939年） - 父・9代目望月太左衛門に入門。傍ら伯母の望月初子にも師事、三味線を母の杵屋和春の元で修行する。
- 昭和25年（1950年） - 初舞台。
- 昭和28年（1953年） - 5代目望月長左久を襲名。
- 昭和59年（1984年） - 文化庁芸術祭優秀賞受賞。
- 昭和63年（1988年） - 11代目望月太左衛門を襲名。
- 平成5年（1993年） - 4代目望月朴清を襲名。
- 平成10年（1998年） - 重要無形文化財保持者（人間国宝）に認定。
- 同年 - 芸術選奨文部大臣賞受賞。
- 平成13年（2001年） - 紫綬褒章受章。
- 平成18年（2006年）11月 - 旭日小綬章受章[1]。

## 家族・親族
- 祖父 - 7代目望月太左衛門（後の3代目望月朴清）。
- 父 - 9代目望月太左衛門。
- 母 - 杵屋和春（三味線演奏）。
- 弟 - 3代目堅田喜三久。
- 伯父 - 8代目望月太左衛門。
- 伯父 - 3代目堅田喜惣治。
- 伯母 - 望月初子。
- 叔母 - 5代目藤舎呂船。
- いとこ - 5代目望月朴清、12代目望月太左衛門。